# Župnija Predloka
Župnija Predloka je rimskokatoliška teritorialna župnija dekanije Dekani v škofiji Koper.

## Sakralni objekti
- cerkev sv. Janeza Krstnika, Predloga - župnijska cerkev
- cerkev svete Trojice, Hrastovlje - podružnica
- cerkev svete Helene, Podpeč - podružnica
- cerkev sv. Martina, Zazid - podružnica
- cerkev sv. Apolonije, Bezovica - podružnica
- cerkev Marijinega vnebovzetja, Bezovica - Vzroček - podružnica
- cerkev sv. Valentina, Črni Kal - podružnica

Od 1. januarja 2018  :
- cerkev sv. Saba, Podgorje - podružnica
- cerkev sv. Pavla, Črnotiče - podružnica
- cerkev Marije Snežne, Gradišče - podružnica